# Wellington Burtnett
Wellington Parker Burtnett, Jr. (* 26. August 1930 in Somerville, Massachusetts; † 21. August 2013 in Wilmington, Massachusetts) war ein US-amerikanischer Eishockeyspieler.  

## Karriere
Wellington Burtnett besuchte das Boston College und wurde in den Jahren 1952 und 1953 jeweils in das All-American Team gewählt. Im Anschluss an die Winterspiele 1956 spielte er weiterhin Eishockey, jedoch nur noch auf Amateurebene.  

### International
Für die USA nahm Burtnett an den Olympischen Winterspielen 1956 in Cortina d’Ampezzo teil, bei denen er mit seiner Mannschaft die Silbermedaille gewann. 

## Erfolge und Auszeichnungen
- 1956 Silbermedaille bei den Olympischen Winterspielen

## Belege
1. ↑  Wellington P. Burtnett Obituary (Memento vom 2. Dezember 2013 im Internet Archive), abgerufen am 24. November 2013

| Personendaten    | Personendaten                                                     |
| ---------------- | ----------------------------------------------------------------- |
| NAME             | Burtnett, Wellington                                              |
| ALTERNATIVNAMEN  | Burtnett, Wellington Parker (vollständiger Name); Burtnett, Wimpy |
| KURZBESCHREIBUNG | US-amerikanischer Eishockeyspieler                                |
| GEBURTSDATUM     | 26. August 1930                                                   |
| GEBURTSORT       | Somerville, Massachusetts, USA                                    |
| STERBEDATUM      | 21. August 2013                                                   |
| STERBEORT        | Wilmington, Massachusetts                                         |